# Arupajhana
Los arūpajhāna o "meditaciones sin forma" son cuatro niveles sucesivos de la meditación budista sobre objetos no materiales. 
Estos niveles son más altos que los Rūpajhāna y más difíciles de alcanzar. Se cree que lleva al renacimiento como dioses que pertenecen a los reinos del mismo nombre, cuya vida alcanza los 84.000 eones.
Udaka Ramaputta, sabio brahmán y uno de los maestros de Buda Gautama le enseñó un tipo superior de meditación llamado "esfera de la percepción-no percepción", el nivel más elevado de abstracción mental (Jhāna). 
Mientras los rupajhanas difieren teniendo en cuenta sus características, los arupajhanas difieren en cuanto a su objeto que está determinado por el nivel de la abstracción:
- quinto jhāna: espacio infinito
- sexto jhāna: conciencia infinita
- séptimo jhāna: nada infinita (alcanzado por el sabio Alara Kalama)
- octavo jhāna: ni percepción ni no-percepción. (alcanzado por Udaka Ramaputta

Los jhanas son estados alterados de conciencia que se producen a partir de períodos de fuerte concentración. Aunque no son experiencias de iluminación, sí proporcionan una experiencia muy necesaria en el camino y explican gran parte de la cosmología budista de una manera experimental. 
Al alcanzar diferentes niveles de jhana, el meditador aumenta la probabilidad de renacer en un plano de existencia superior determinado por ese karma, también se dice que proporciona -Abhijna- "conocimiento" o, a veces más técnicamente, como " conocimiento superior ". En el Canon Pali, los conocimientos superiores a menudo se enumeran en un grupo de seis, se incluyen ciertas habilidades extrasensoriales, como la comunicación o contacto con seres de otros reinos de existencia. 